# Boubacar Barry
Babacar Barry – detto Copa – (Abidjan, 30 dicembre 1979) è un ex calciatore ivoriano, di ruolo portiere.

## Carriera

### Nazionale
Durante la Coppa d'Africa 2012 è stato l'unico portiere del torneo a non avere subito goal. Risulta fondamentale nella vittoria della Coppa d'Africa 2015, nella finale contro il Ghana, parando il penalty al portiere avversario Razak e segnando subito dopo quello della vittoria. Il 3 marzo lascia la nazionale.

## Palmarès

### Club

#### Competizioni nazionali
- Coppe della Costa d'Avorio: 1

ASEC Mimosas: 1999
- Coppe Félix Houphouët-Boigny: 1

ASEC Mimosas: 1999
- Supercoppa d'Africa: 1

ASEC Mimosas: 1999
- Coppa del Belgio: 2

Lokeren: 2011-2012, 2013-2014

### Nazionale
- Coppa d'Africa: 1

Guinea Equatoriale 2015